# 巴尔巴藏代巴
巴尔巴藏代巴（法語：Barbazan-Debat）是法国上比利牛斯省的一个市镇，属于塔布区（Tarbes）塞梅阿克县（Séméac）。该市镇总面积9.78平方公里，2009年时的人口为3483人。

## 人口
巴尔巴藏代巴人口变化图示